# Michael Arndt

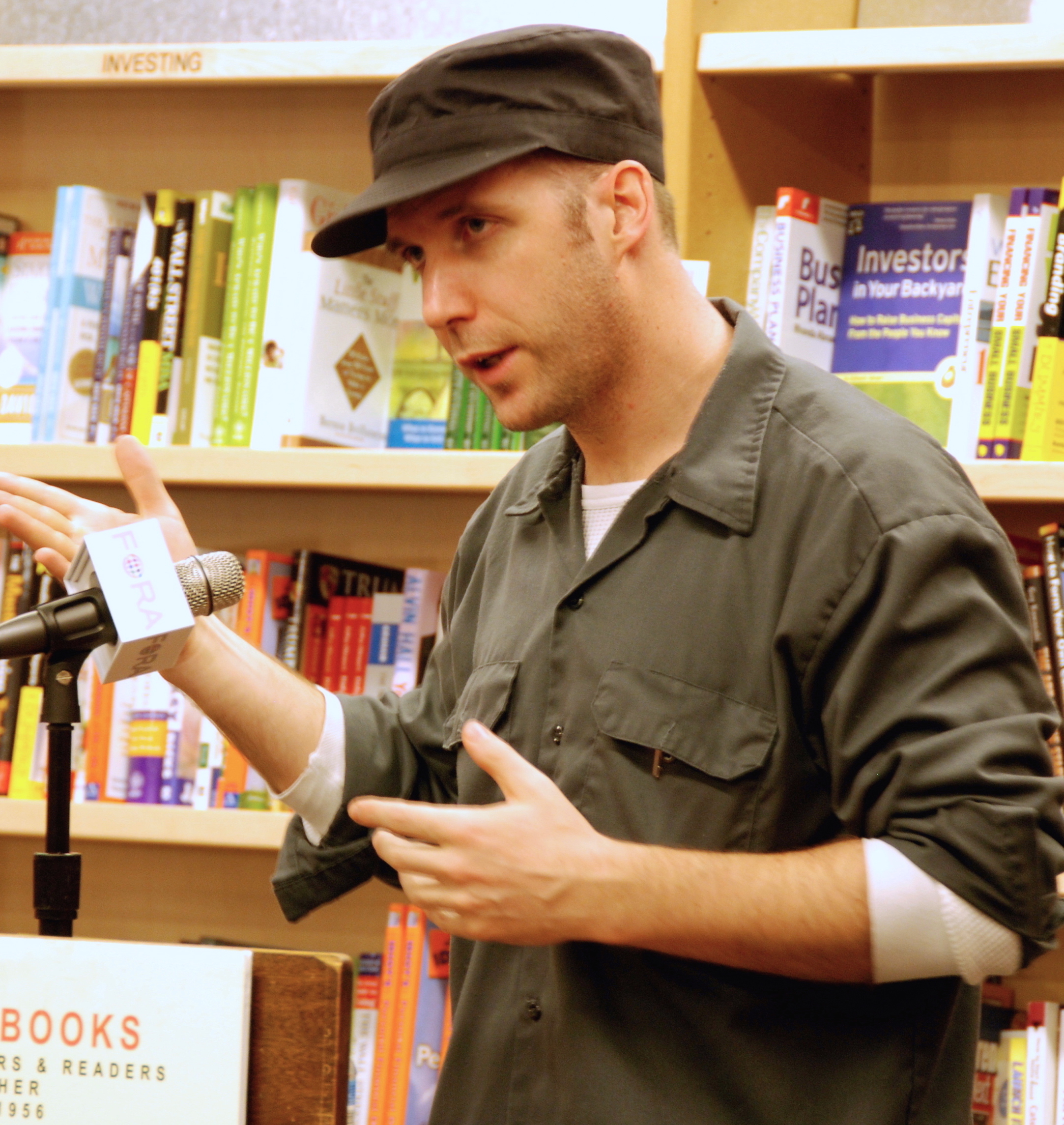
Arndt in 2007.

Michael Arndt is een Amerikaanse scenarioschrijver. 
Hij heeft onder meer het scenario van The Force Awakens, The Last Jedi en The Hunger Games: The Ballad of Songbirds & Snakes geschreven. Voor Little Miss Sunshine won hij de Oscar voor beste originele scenario.
- Bibliothèque nationale de France: cb15540913c (data)
- CiNii: DA19786182
- Gemeinsame Normdatei: 1042670587
- International Standard Name Identifier: 0000 0001 1770 5558
- Library of Congress Control Number: n2007001787
- Bibliotheek van het Japanse parlement: 01219454
- Nationale Bibliotheek van Tsjechië: xx0205151
- Nationale Bibliotheek van Israël: 987007327314305171
- Système universitaire de documentation: 069497168
- Virtual International Authority File: 74163877
- WorldCat: E39PCjyTPJPkWCjFK4q7VHMHG3